# 시모수쿠스
시모수쿠스(Simosuchus)는 백악기 말기에 현재의 마다가스카르에 서식한 노토수쿠스아목의 한 속이다. 신장은 약 0.75 미터로, 마하장가 주의 마에바라노 지층에서 발견되었다.